# سیارک ۲۰۵۱۸
سیارک ۲۰۵۱۸ (به انگلیسی: 20518 Rendtel، نامگذاری:1999RC36) بیست هزار و پانصد و هجدهمین سیارک کشف شده‌است که در ۱۲ سپتامبر ۱۹۹۹ کشف شد.
قدر مطلق سیارک برابر ۱۳٫۲۰ است.